# 橋本吉兵衛
橋本 吉兵衛（はしもと きちべえ、1862年11月4日（文久2年9月13日） - 1924年（大正13年）8月11日）は、明治から大正時代の政治家。銀行家。貴族院多額納税者議員。

## 経歴
広島県出身。橋本静娯の長男。塩業調査委員、尾道商業会議所会頭、第六十六銀行取締役頭取を歴任した。
1897年（明治30年）広島県多額納税者として貴族院議員に互選され、同年9月29日から1904年（明治37年）9月28日まで務めた。

## 親族
- 長男：橋本龍一（広島銀行頭取）[4]